# Fizička geografija
Fizička geografija odnosno fizikalni zemljopis je grana zemljopisa. Bavi se prirodnom osnovom: kopnom, vodama, zrakom i plodovima zemlje. Fokusira se na sustavno proučavanje obrazaca i procesa unutar hidrosfere, biosfere, atmosfere i litosfere. Ona nastoji razumjeti fizičku osnovu Zemlje, njeno vrijeme i globalne obrasce flore i faune. Mnoga područja fizičke geografije koriste geologiju posebno u proučavanju trošenja i erozije. Geologija drugih planeta obrađena je na Geološkim obilježjima Sunčeva sustava.
Područja fizičke geografije
| Područja fizičke geografije | Srodna područja              |
| --------------------------- | ---------------------------- |
| Geomorfologija              | Reljef                       |
| Hidrogeografija             | Voda                         |
| Glaciologija                | Ledenjak                     |
| Biogeografija               | Vrste                        |
| Klimatologija               | Klima                        |
| Pedologija                  | Tlo                          |
| Geodezija                   | Gravitacija, magnetsko polje |
| Paleogeografija             | Kontinentsko pomicanje       |

## Poveznice
- Antropogeografija
- Ekologija
- Geostatistika
- Klima
- Kontinent
- Kronologija geografije
- Paleontologija
- More
- Ocean
- Oceanografija
- Otok
- Pustinja
- Regionalna geografija
- Reljef
- Rijeka
- Tlo
- Trošenje
- Zemljina atmosfera